# Lomagramma novoguineensis
Lomagramma novoguineensis là một loài thực vật có mạch trong họ Lomariopsidaceae. Loài này được (Brause) C. Chr. mô tả khoa học đầu tiên năm 1934.